# Biblioteca del Pabellón de la República
El CRAI Biblioteca del Pabellón de la República es un archivo y biblioteca sobre la Segunda República, la Guerra Civil, el exilio, el franquismo y la transición. Paralelamente a estas temáticas, la biblioteca también tiene un fondo importante sobre sovietismo y sobre historia política internacional del siglo XX, especialmente relevante en relación con la Segunda Guerra Mundial.
Está ubicada en el reconstruido Pabellón de la República Española de Barcelona. Desde 1996 está integrada en el Centro de Recursos para el Aprendizaje y la Investigación (CRAI) de la Universidad de Barcelona.

## Equipamientos
- Superficie: 1109 m²
- Estantería de acceso restringido: 5294 metros lineales
- Puntos de lectura: 42 (Sala de lectura: 30 / Subterráneo: 12)
- Fotocopiadoras de autoservicio: 1
- Ordenadores para la consulta: 3
- Reproductor de VHS/DVD: 1